# Severín Škultéty
Severín Škultéty (1550, Dolná Lehota – 30. červen 1600, Bardejov) byl evangelický kněz, pedagog, náboženský spisovatel.

## Životopis
Narodil se v roce 1550 v Dolní Lehotě. Vzdělání získal v Brezně a v Bardejově. Učitel v Brezně, v Prešově a v Bardejově, rektor školy v Prešově a v Bardejově, tam i farář, senior Pentapolitany (Prešov, Bardejov, Košice, Levoča, Sabinov). Obránce Lutherova učení proti kryptokalvinistům. Pravděpodobný překladatel Lutherova Malého katechismu (do slovenštiny), který vyšel jako první slovenská tištěná kniha v Bardejově (1581). Autor náboženských spisů, více příležitostných latinských veršů i drobnějších prací. Zemřel 30. června 1600 okolo 50. let.